# Folkungowie

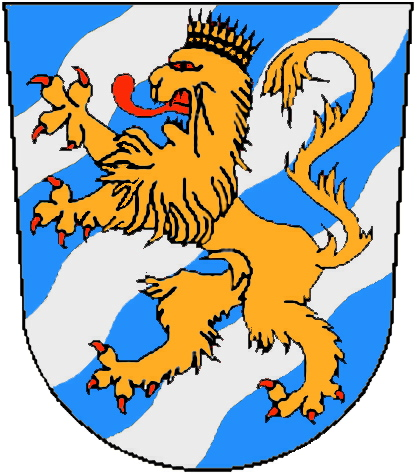
Herb Folkungów

Folkungowie – dynastia panująca w latach 1250–1364 w Szwecji, w Norwegii w latach 1319–1387, a także w Danii w latach 1376–1387. Jej pierwszym przedstawicielem był Waldemar Birgersson panujący w latach 1250–1275, ostatnim Olaf Haakonsson panujący w Danii (jako Olaf II) w latach 1376–1387 i Norwegii (jako Olaf IV) w latach 1380–1387.
W 1363 roku zostało zawarte małżeństwo między królem Norwegii – Haakonem VI a (zaledwie 10-letnią) Małgorzatą, córką króla Danii – Waldemara IV Atterdaga (Odnowiciela). Małżeństwo to związało tym samym rodzimą dynastię Folkungów – dziedziców tronu Norwegii i Szwecji – z rodem monarchów duńskich. Doprowadziło to ostatecznie do utworzenia tzw. Unii Kalmarskiej.